# Appaleptoneta fiskei
Appaleptoneta fiskei là một loài nhện trong họ Leptonetidae.
Loài này thuộc chi Appaleptoneta. Appaleptoneta fiskei được Willis J. Gertsch miêu tả năm 1974.